# مگس سیرفینا
مگس سیرفینا (نام علمی: Syrphinae) نام یک زیرخانواده از تیره مگس گلزار است.